# 黒田孝高
黒田 孝高（くろだ よしたか、旧字体：黑田 孝高）は、播磨国の姫路生まれで戦国時代から江戸時代初期にかけての武将・軍師。キリシタン大名でもあった（洗礼名はドン・シメオン）。戦国の三英傑のうち、織田家（羽柴秀吉の重臣として）、豊臣家に重用され、筑前国福岡藩祖となる。
諱（実名）は初め祐隆（すけたか）、孝隆（よしたか）、のち孝高といったが、通称をとった黒田 官兵衛（くろだ かんべえ）、あるいは剃髪後の号をとった黒田 如水（くろだ じょすい）（隠居名であるが）としても広く知られる。軍事的才能に優れ、豊臣秀吉の側近として仕えて調略や他大名との交渉など、幅広い活躍をする。竹中重治（半兵衛）とともに秀吉の参謀と評され、後世「両兵衛」「二兵衛」と並び称された。

## 生涯

### 出身
黒田氏は、『寛永諸家系図伝』などによれば、賤ヶ岳山麓の近江国伊香郡黒田村（現在の滋賀県長浜市木之本町黒田）の出身とされるが、定かではない。
孝高の祖父・黒田重隆の代に備前国邑久郡福岡村から播磨国に入り、龍野城主・赤松政秀、後に守護・赤松晴政重臣で御着城（現在の姫路市東部）を中心に播磨平野に勢力を持っていた戦国大名の小寺則職・政職父子に仕えた。
小寺氏は黒田氏を高く評価し、天文14年（1545年）に重隆を姫路城代に任じた。重隆の子、黒田職隆には政職の養女を嫁がせ、小寺姓を名乗らせた。

### 播州時代
天文15年（1546年）11月29日、孝高は黒田職隆の嫡男として、播磨国の姫路に生まれた。幼名は万吉。
永禄2年（1559年）、母親を亡くし、文学に耽溺したと言われる。
永禄4年（1561年）、小寺政職の近習となる。
永禄5年（1562年）、父と共に土豪を征伐し、初陣を飾る。この年から「小寺官兵衛」を名乗っている。
永禄7年（1564年）、室津の浦上清宗が、婚礼当日に敵対する赤松政秀に攻められ、父・政宗とともに討たれる事件があったが、清宗の妻を孝高の姉妹と見る向きもある。
永禄10年（1567年）頃、孝高は父・職隆から家督と家老職を継ぎ、小寺政職の姪にあたる櫛橋伊定の娘・光（てる）を正室に迎え、姫路城代となった。また、従兄弟の明石則実との同盟を結ぶ。
永禄11年（1568年）9月、放浪中の足利義昭が織田信長と美濃国で会見して上洛を要請し、三好三人衆を退けて室町幕府15代将軍となる。
永禄12年（1569年）、3年前に山陰山陽に勢力を張る毛利元就により滅ぼされていた尼子氏の残党の立原久綱、山中幸盛らが尼子勝久を擁し、但馬国の山名祐豊や浦上宗景らに後援され、大友宗麟と多々良浜で交戦中であった元就の背後をつく形で出雲国で再興のために決起する（尼子再興軍の雲州侵攻）。元就は義昭に救援を要請した。
8月、祐豊に木下秀吉（後の羽柴（豊臣）秀吉）が率いる2万の兵が差し向けられる。更に義昭と誼を結んだ赤松政秀が、姫路城に3,000の兵を率いて攻め込んでくる。政職は池田勝正、別所安治らに攻められ、宗景は宇喜多直家に離反され、孝高には300の兵しか無かったが、奇襲攻撃を仕掛けるなど、2度にわたり戦い、三木通秋の援軍などもあって撃退に成功する（青山・土器山の戦い）。政秀は浦上宗景に攻められ降伏した。この後、三好三人衆が一旦は勢力を立て直し、信長包囲網が張られ、義昭と信長の関係も険悪になり始める。
元亀4年（1573年）、包囲網は甲斐国の武田信玄の発病などにより弱体化し、信長が勢力を盛り返す。4月、東播磨の三木城主・別所長治（安治の子）が攻めこんでくる（印南野の戦い）。7月、内紛により三好氏の篠原長房が討死。9月、信長が浅井長政を討ち、義昭を追放。12月、浦上宗景が信長と和睦。
天正3年（1575年）、信長の才能を高く評価していた孝高は、主君・小寺政職に長篠の戦いで武田勝頼を破っていた織田氏への臣従を進言。7月、羽柴秀吉の取次により岐阜城で信長に謁見し、信長から名刀「圧切長谷部」を授かる。さらに年明けには政職にも、赤松広秀（政秀の嫡子）、別所長治らと揃って京で謁見させる（『信長公記』）。一方で9月には、浦上宗景が宇喜多直家に敗れ小寺氏の元に落ち延びてくる。
天正4年（1576年）1月、丹波国の波多野秀治が、赤井直正攻めの明智光秀を攻撃（黒井城の戦い）して信長より離反。
2月、義昭は毛利輝元（元就の嫡孫）の領内の鞆の浦へ逃れた。4月、信長と本願寺の和睦が決裂。7月、輝元の叔父・小早川隆景配下の水軍の将・浦宗勝が、信長の水軍を破る（第一次木津川口の戦い）。
天正5年（1577年）5月、毛利氏は本願寺勢力に属していた播磨の三木通秋と同盟し、浦宗勝を通秋の所領である英賀に上陸させた。孝高は500の兵で逆に奇襲をし、5,000の兵を退ける（英賀合戦）。
この戦いの後、10月に長男の松寿丸（後の黒田長政）を人質として信長の元へ送る。これは信長が播磨諸侯に人質の提出を命じたものの、主君の政職が嫡子・氏職が病弱であることを理由に、松寿丸を代わりに提出させたためとされる。
10月、信長は信貴山城の戦いで松永久秀を討伐した後に、秀吉を播磨に進駐させた。孝高は一族を父の隠居城である市川を挟んで姫路城の南西に位置する飾東郡の国府山城に移らせ、居城であった姫路城本丸を秀吉に提供し、自らは二の丸に住まい、参謀として活躍するようになる。月末には秀吉は、弟の羽柴秀長を但馬国の生野銀山を管轄する太田垣景近の竹田城攻めに向かわせる（11月4日落城）。孝高は秀吉本隊の上月城攻めに従い、佐用城攻めでは竹中重治らと共に先陣を務めている。上月城は、以前に浦上宗景と共に毛利氏と戦っていた尼子勝久、山中幸盛ら尼子遺臣団が城代を任される。

### 織田家臣時代
天正6年（1578年）3月、別所長治がほとんどの周辺豪族を引き込んで反旗を翻し（三木合戦）、これに毛利氏が呼応する。4月、海から宇喜多直家軍7,000と雑賀衆の兵が、別府（べふ）の阿閉城に攻め込んできた際には孝高が救援し1,000の兵で防ぎ退ける。しかし、7月に秀吉本隊は信長の指示に従い、尼子遺臣団を残して上月城を放棄し、書写山まで撤退した。
双方の調略も激しさを増し、9月に孝高は宇喜多直家を調略することに成功する。しかし、今度は織田家の重臣で摂津国を任されていた荒木村重が信長に対して謀反を起こし、有岡城（伊丹城）に籠城した（有岡城の戦い）。この時、主君の小寺政職も村重に呼応しようとしたために、10月、孝高は村重を翻意させるために有岡城に乗り込んだが、成功せず逆に幽閉される。
天正7年（1579年）10月19日、本丸を残すのみとなっていた有岡城は開城し、孝高は栗山利安に救出された。そのときには1年半の監禁により官兵衛の足は不自由になっていたという。
天正8年（1580年）1月、秀吉は2年間の難攻の末にようやく別所長治の三木城を陥とした。小寺政職も、信長の嫡男・織田信忠によって討伐されて鞆の浦へ逃がれ、大名としての小寺氏は滅んだ。織田家臣として秀吉の与力となり、名字に黒田を用いたのはこれ以降と考えられている。
秀吉は三木城を拠点とし、姫路城を孝高に還そうとするが、孝高は「姫路城は播州統治の適地である」と進言して謝絶する。7月、秀吉より姫路城普請を命じられる。9月、孝高は揖東郡福井庄（網干周辺）に1万石を与えられる。
天正9年（1581年）6月、前年に降伏した山名豊国を追放して3月に吉川経家を城主に迎え入れていた因幡国の鳥取城へ、秀吉は再び出兵（第二次鳥取城攻め）し、これに孝高も加わる。策略により若狭国などの商人が周辺の米を買い占めた上で包囲して補給路を絶ち、更に城周辺の人家を孝高らの隊が襲撃、住民の多くを鳥取城に避難させた上で兵糧攻めを行ったため、城内の兵糧は短期間で枯渇、飢餓で凄惨極まりない状況に追い込まれ（鳥取の渇（かつ）え殺し）、3ヶ月で降伏を余儀なくされた。天正8年から10年頃に孝高は、毛利氏と結んだとされる淡路島の由良城主・安宅河内守攻め、志知城から信長側に付いた阿波国の三好氏の支援などに、小西行長らとともに関わっている。
また天正10年（1582年）、毛利氏の武将・清水宗治が守る備中高松城攻略に際し、秀吉は巨大な堤防を築いて水攻めにしたが上手く水をせき止められなかった。これに対し、孝高は船に土嚢を積んで底に穴を開けて沈めるように献策し、成功させたと言われる。

### 豊臣家臣時代
6月2日、高松城攻めの最中、京都で明智光秀により本能寺の変が起こり、信長が横死した。変を知った孝高は秀吉に対して、毛利輝元と和睦して光秀を討つように献策し、中国大返しを成功させたという逸話がある。
山崎の戦いでは天王山に布陣し、裾野の中川清秀隊を追い落とそうとする明智軍と戦闘を繰り広げた。9月頃より、毛利氏・宇喜多氏の国境線確定交渉を行い、蜂須賀正勝ととも毛利側の安国寺恵瓊と交渉した。
天正11年（1583年）、大坂城の縄張りに当たる。秀吉と柴田勝家との賤ヶ岳の戦いでは、佐久間盛政の攻撃に遭って中川清秀の部隊が壊滅し、続いてその攻撃を受けることとなったが守り抜いた。
天正12年（1584年）、小牧・長久手の戦いの当初においては、大坂城で留守居役を務めている。黒田長政らは岸和田の戦いで根来盛重、鈴木重意、長宗我部元親らの兵を破った。中入りの時期には、蜂須賀正勝らとともに本営の備えとして召喚され、小牧山包囲からの撤退戦となった5月1日の織田信雄・徳川家康連合軍との二重堀砦の戦いで、木村重茲らと殿軍を務めている。7月、二重堀砦の戦いの最中の無断離脱を問われ改易された神子田正治の山崎城を含む播磨国宍粟郡を与えられ5万石の大名となっている。
天正13年（1585年）、四国攻めにおいては、讃岐国から攻め込んだ宇喜多秀家軍に軍監として加わり、先鋒として諸城を陥落させていった。植田城に対しては、これを囮であると見抜いて阿波国へ迂回するなど、敵将・長宗我部元親の策略を打ち破ったといわれる。阿波国の岩倉城が攻略されたところで、長宗我部軍は撤退・降伏した。この頃に、孝高は高山右近や蒲生氏郷らの勧めによってキリスト教に入信し、「シメオン」の洗礼名を与えられている。
天正14年（1586年）、従五位下・勘解由次官に叙任された。10月、大友宗麟の要請による九州征伐では、毛利氏などを含む軍勢の軍監として豊前国に上陸し、長野鎮辰の馬ヶ岳城他、時枝鎮継の時枝城などを収容。宇留津城、香春岳城などを陥落させる。翌年3月に豊臣秀長の日向方面陣営の先鋒を務めて南下し、島津義久の軍勢と戦い、戦勝に貢献している（根白坂の戦い）。戦後は石田三成と共に博多の復興（太閤町割り）を監督している。

#### 豊前国主
九州平定後の天正15年（1587年）7月3日、馬ヶ岳城をはじめとする豊前国の中の6郡（ただし宇佐郡半郡は大友吉統領）、およそ12万石（太閤検地後17万石以上）を与えられ、中津城の築城を開始。7月に佐々成政が肥後国の統治に失敗し、隈部親永らによる国人一揆が起きたため、孝高も鎮圧のための援軍として差し向けられるが、その隙をついて豊前国でも野中鎮兼ら国人勢力が肥後国人に呼応し、伊予国への転封を拒否し3万石を改易されていた城井鎮房が挙兵して居城であった城井谷城を占拠するなど、大規模な反乱となる。長政が一旦は鎮圧に失敗する（岩丸山の戦い）などしたため、黒田氏は持久戦策をとり、兵站を断ち徐々に鎮圧する。
天正16年（1588年）1月頃、中津城が完成。同年4月、嫡男・城井朝房と娘・鶴姫を人質に出して降伏するも城井谷城からの退去に応じなかった鎮房を、秀吉の指示もあり、長政が中津城で謀殺、郎党を攻め滅ぼす。
天正17年（1589年）5月、家督を嫡男の長政に譲り、孝高は秀吉の側近として引き続き仕える。中津城はほとんど長政に任せ、孝高は猪熊、伏見の京屋敷や天満の大坂屋敷を拠点とする。
天正18年（1590年）の小田原征伐では北条氏政・氏直父子を小田原城に入って説得し、無血開城させる功績を立てた。秀吉は中津で留守居役をしていた長政に宛てた7月10日付の朱印状にて「小田原の儀、北条一類首を刎ねられ、御本意残所なく仰せ付けられ候、今度の首尾、勘解由、渕底候条、委曲申し遣わすべく候」と、孝高の活躍により戦いは終結したと、功績を称えている。この時、北条氏直から名刀「日光一文字」などの家宝を与えられている。
文禄元年（1592年）からの文禄の役では、総大将・宇喜多秀家の軍監として参加したが、加藤清正、小西行長などの暴走で思ったような指揮を執れず、病を理由に帰国した。
文禄2年（1593年）3月15日、孝高は再び朝鮮に渡ったが、秀吉が画策した晋州城攻略計画に反対して石田三成、増田長盛らと対立し、秀吉を直接説得するため、5月21日に東莱城より名護屋城へ帰国したといわれる（『フロイス日本史』）。しかし、秀吉からは軍令に従わずに戦線を離脱したと見なされ、朝鮮に追い返されている（『益田孝氏所蔵文書』）。秀吉への拝謁も許されないまま朝鮮に戻った孝高は長政の拠る機張城に赴く。同年6月の第二次晋州城攻防戦においての後藤基次らが用いた亀甲車の設計や、和式城郭の縄張りなどに携わっている。8月、剃髪して「如水軒円清」と号し、死罪を覚悟して長政らに遺書を残していたが、秀吉によって赦免されている。
慶長2年（1597年）からの慶長の役では、総大将・小早川秀秋の軍監として釜山に滞陣。第一次蔚山城の戦いにおいて、加藤清正の救援に向かった長政が留守にした梁山城が8,000の軍勢に襲われた際、救援に駆けつけ、1,500の兵で退けたといわれる（『黒田家譜』）が、過大宣伝であるという指摘もある。勝利した日本軍が戦線縮小を図ると、秀吉は軍令に従わず全羅道攻略を放棄したと見なして、黒田長政、蜂須賀家政、加藤清正、小西行長など、多くの武将が叱責や処罰を受けた（『看羊録』）。また慶長の役では次男熊之助を失う。熊之助は元服前であったが、慶長2年(1597年)朝鮮半島へ向かう途中で乗っていた船が沈没し、水死した。

### 関ヶ原の戦い
慶長3年（1598年）8月、豊臣秀吉が死去した。この頃、如水が上方の情勢を知らせてきた吉川広家宛てに「かようの時は仕合わせになり申し候。はやく乱申すまじく候。そのお心得にて然るべき候」と遠からず天下の覇権をめぐって最後の大乱が起きるであろうことを予想した内容の書状が残されている。12月に上洛し伏見屋敷に居住したという。
慶長4年（1599年）1月、生前の秀吉が『大坂城中壁書』にて制限した大名間の婚姻と私的な交流に徳川家康や福島正則らが抵触すると、それを詰問した前田利家・石田三成ら大老・奉行衆との間に緊張が高まる。この時、如水は蜂須賀家政や藤堂高虎らと共に、家康方に参じる。3月、利家が病死すると、利家方であった加藤清正や細川忠興らを引き込んだ長政らが三成襲撃事件を起こす。家康の仲裁により、三成は領国の佐和山城に退去し、長政や家政の朝鮮での罪科は誤審と裁定された。
慶長5年（1600年）6月2日、家康が会津の上杉景勝討伐を諸大名に命じる。6月6日、長政は家康の養女・栄姫と再婚し、6月16日に家康と共に出陣。7月17日（8月25日）、石田三成らが家康の非を指摘して挙兵し（西軍）、関ヶ原の戦いが起こった。長政は豊臣恩顧の大名を多く家康方に引き込み、後藤基次ら黒田軍の主力を率いて、9月15日（10月21日）の関ヶ原本戦で武功を挙げた。
中津に帰国していた如水も、家康方に対し、前もって味方として中津城の留守居を務める密約を結び、行動した。石田三成の挙兵の知らせを用意させていた早舟から受け取った如水は、中津城の金蔵を開いて領内の百姓などに支度金を与え、九州、中国、四国からも聞き及んで集まった9,000人ほどの速成軍を作り上げた。
9月9日（10月15日）、再興を目指して西軍に与した大友義統が毛利輝元の支援を受けて豊後国に攻め込み、東軍の細川忠興の飛び地である杵築城を包囲攻撃した。城将・松井康之と有吉立行は如水に援軍を要請。同日、如水はこれに応じ、1万人と公称した兵力を率いて出陣した。それまでは三成の誘いに対し、西軍に与する条件として九州7ヶ国の恩賞を求め、東へ向かう九州の西軍の部隊を素通りさせ、準備期間を稼いでいたという。
道中の諸城を攻略した後、9月13日（10月19日）、石垣原（現在の別府市）で大友義統軍と衝突した。母里友信が緒戦で大友軍の吉弘統幸に破れる等苦戦するも井上之房らの活躍もあって、黒田軍は大友軍に勝利した（石垣原の戦い）。
9月19日（10月25日）、富来城の攻略中に哨戒船が、東上中の城主である垣見一直からの密書を運んでいた飛脚船を捕え、西軍敗報に接する。その後、如水は藤堂高虎を通じて家康に領地切り取り次第を申し入れ、西軍に属した太田一吉の臼杵城（佐賀関の戦い）などの諸城を落としていった。国東半島沖の豊後水道付近では水軍が、関ヶ原より引き上げてきた島津義弘の軍船と戦い、焼き沈めている。
10月14日、如水は兵5,000を柳川へ派兵し、自身は西軍に参加した小早川秀包の居城である久留米城攻めへ向かう。鍋島直茂・勝茂父子が32,000の兵を率いて久留米城攻めに参戦する。10月16日、柳川城の支城である海津城を落とす。その後、宇土城攻めを終えた加藤清正も参戦する。交渉の上、立花宗茂は降伏し如水軍に加わる。そして11月に入り如水は宗茂、直茂、清正を加えた4万の軍勢で九州最後の敵勢力である島津討伐に向かったが11月12日に肥後国の水俣まで進軍したとき、家康と島津義久との和議成立による停戦命令を受け、軍を退き解散した。

### 晩年と葬儀
関ヶ原の合戦の後、徳川家康はまず長政に勲功として豊前国中津12万石から筑前国名島（福岡）52万石への大幅加増移封をした後、井伊直政や藤堂高虎の勧めもあり、如水にも勲功恩賞、上方や東国での領地加増を提示するが如水はこれを辞退し、その後は中央の政治に関与することなく隠居生活を送った。晩年は福岡城に残る御鷹屋敷や、太宰府天満宮内に草庵を構えている。また、上方と福岡を行き来し、亡くなる半年前には所縁の摂津国有馬温泉に、療養滞在している。
慶長9年3月20日（1604年4月19日）の辰の刻、京都伏見藩邸（現在の京都市伏見区深草大亀谷敦賀町近辺）にて死去した。享年59。辞世の句は「おもひをく　言の葉なくて　つゐに行く　道はまよはじ　なるにまかせて」。死の間際、如水は自分の「神の小羊」の祈祷文およびロザリオを持ってくるよう命じ、それを胸の上に置いた。そして、
- 自分の死骸を博多の神父の所へ持ち運ぶこと。
- 息子の長政が領内において神父たちに好意を寄せること。
- イエズス会に2,000タエス（約320石に相当）を与え、うち1,000タエスを長崎の管区長に、1,000タエスを博多[注釈 36]に教会を建てるための建築資金に充てること。

を遺言した。また、家臣の殉死を禁止している。
4月のある夜、午後10時半頃、博多の教会の宣教師たちは如水の遺骸を、博多の町の郊外にあって、キリシタンの墓地に隣接している松林のやや高い所に埋葬した。主だった家臣が棺を担い、棺の側には長政がつきそった。如水の弟で熱心なキリシタンであった黒田直之が十字架を掲げ、直之の息子と、徳永宗也の甥が松明を持ち、ペロ・ラモン神父とマトス神父は祭服を、修道士たちは白衣を着ていた。墓穴は人が200も入るほどの大きなもので、その中に着いたのち宣教師たちは儀式を行い、それから如水を埋葬した。同じ夜、長政は宣教師のもとを訪れ、葬儀の労に謝し、翌日には米500石を贈った。その15日か20日後、長政は仏式の葬儀もおこなっている。
如水の死から2年後、如水の追悼記念聖堂が完成し、慶長11年3月21日（1606年4月28日）からその翌日にかけて宣教師たちは荘厳な式典を行った。それは聖堂の献堂式に始まり、2日目には如水の追悼ミサが執り行われ、これには長政や重臣たちも参列した。ミサの後、長政は宣教師たちを福岡城に招いて宴を設け、如水の妻・照福院（光）は教会のための特別な寄付をしたという。
後に長政は京都の臨済宗大徳寺に、父・如水を弔う為に塔頭・龍光院を建立。法要が行われた。同院は当初、大徳寺最大の塔頭で如水の霊廟の他、大阪天満の如水屋敷にあった書院、茶室等を移築。これが国宝茶席三名席の一つの密庵である。
また、如水の晩年の伝承に基づいた墓碑が各地に残存し、近年盛んに研究されている。
明治35年（1902年）11月13日 、従三位を追贈された。

## 伝承・後世の俗説
孝高に関する話は、ルイス・フロイスなどの宣教師、菩提寺の崇福寺住職・景轍玄蘇といった直接面識のあった人物の記述の他、『川角太閤記』、『常山紀談』、『故郷物語』、『名将言行録』、『黒田如水伝』（金子堅太郎著、1916年）などによる、伝聞を記述された物も多く知られる。備中高松城水攻めと中国大返しは孝高の献策などといった話は、三代福岡藩主・黒田光之の命において寛文11年（1671年）に編纂を開始された『黒田家譜』（貝原益軒著、1688年）以降の逸話である。
また慶長5年（1600年）10月の吉川広家に宛てた書状に、「関ヶ原の戦いがあともう1か月も続いていれば、中国地方にも攻め込んで華々しい戦いをするつもりであったが、家康の勝利が早々と確定したために何もできなかった」とある。現代に於ける「天下を狙った野心家・黒田如水」との俗説はここからきていると思われる。

## 号

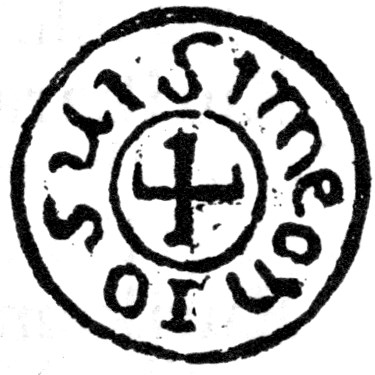
黒田如水の印章。

孝高の隠居後の号である如水の由来について、ルイス・フロイスは次のように記している。
他にも『老子道徳経』第八章の有名な一節である「上善如水」から引用されたという説もある。手柄を立てながらも、過度に報酬を要求しなかった姿勢などから老子の思想の鱗片がうかがえる。
孝高が用いた印章には、「IOSUI SIMEON／SIMEON IOSUI」と読めるものと、「QVAN」（または「QVÃN」）とも読めるものがあり、いずれも当時用いられていたポルトガル語式ローマ字表記による「シメオン　じょすい／じょすい　シメオン」、「くゎん（ひゃうゑ／びゃうゑ）」と考えられる。
なお当時、大文字のJとUを欠き、Iがiとjの、Vがuとvの大文字として兼ね用いられていた。

## 人物
- 徳川秀忠は孝高を「今世の張良なるべし」と評した（三河後風土記）。
- 筆頭家老・栗山利安と母里友信は如水の命により若い頃に義兄弟の誓紙を交わした。如水が死ぬ間際、二人を呼び「これはあの時の誓紙だ。本来なら今はもう返すべきであろうが、最後まで約束を守ってくれた頼もしい誓紙だから冥土まで持って行こうと思うておる。自分が死んだら、お守りとして棺の中に入れておいてくれ。」と笑いながらそれを大切そうに懐中に入れたという（古郷物語）。
- 福岡県福岡市博多区に所在する崇福寺に伝来する肖像は慶長9年（1604年）の作で、家臣の井上之房（九郎右衛門）の求めに応じて作成され、「如水」の号を授けた大徳寺の春屋宗園による賛が記されている。如水像は他にも何点かあるが、どれも脇息にもたれかかり、片膝を立てくつろいだ姿で描かれている。これはしばしば足が不自由だからとする説明があるが、こうした図像は柿本人麻呂像を始めとする歌人の肖像によく見られる形式であり、歌人としての一面もあった如水の像もこれに倣っていると考えられる[27]。
- 頭部に醜い瘡があったと言われる。これは有岡城にて投獄されていたときに患ったものとされる。長期に渡って劣悪な環境の土牢に押し込められていたため、救出された際に足腰が立たず、背負われて城を脱出したとされる[4]。なお、左脚の関節に障害が残り、歩行や騎行がやや不自由になり、以後は合戦の指揮も輿に乗って行なうようになったとも言われるが、これの最も古い出典は大正時代の『黒田如水傳』である。小寺休夢宛の秀吉からの手紙によれば、孝高は城うち（本丸）にいたとされる。有岡城内の孝高の安否については、家臣の栗山利安、母里友信、井上之房などが、城下の商人の銀屋（しろがねや）の付き人を装って確認していたとされる。また有岡城内では村田吉次の伯母、黒田一成の父（加藤重徳）などに、世話をされていたとされる。
- 九州征伐後の豊前国5郡半などの褒賞を、貝原益軒の『黒田家譜』などは、孝高の勲功に対して少なすぎると評し、これを石田三成の讒言などによるものとしている。湯浅常山の『常山紀談』などは、豊臣秀吉が孝高の才能を恐れたからだとしている。ルイス・フロイスの手紙は、孝高がキリシタンであったため迫害を受けたとしている。
- 次男の熊之助が海難で亡くなった（後述）後、まだ長政に男子がいなかったため、山中城の戦いで戦死した妹婿の一柳直末の遺児で、孝高の養子となっていた松寿丸を跡継ぎに指名した。しかし、この松寿丸は13歳で亡くなっている。
- 関ヶ原の戦いの折、石田三成方で本戦に加わっていた太田一吉や小早川秀包の九州での居城は、「攻め手に如水がいれば降伏せよ」と指示を与えられており、それまでの徹底抗戦を止め、開城した。
- 関ヶ原の戦いの後、「家康は『我が徳川家の子孫の末まで黒田家に対して疎略あるまじ』と3度右手を取り感謝した」という長政の報告に対し、「その時、お前の左手は何をしていた？（家康の首を取れる絶好の機会にお前は何をしていた）」と叱責した。野心家ぶりを表す話だが、同時代史料に存在する話ではなく、明治時代に福本日南が著した『黒田如水』[28]や大正時代に金子堅太郎が著した『黒田如水傳』で[29]等で記述されている話である。中世史家の本郷和人は「如水の性格から言って考えにくい、この時の長政は唯一の黒田家の跡取りで、ここまで非情なことをする人ではない」と否定的な意見を述べている[30]。ただし慶長5年（1600年）10月の吉川広家に宛てた手紙で「関ヶ原の戦いがもう1ヶ月も続いていれば、中国地方にも攻め込んで、華々しい戦いをするつもりであったが、家康勝利が早々と確定したため何もできなかった。」と述べた事実があり、状況によっては最後に大博打を打とうとした可能性を示す文献が遺っているのは確かである。
- 鳥取城の兵糧攻めや備中高松城の水攻めは孝高の献策であると後に逸話として語られることがある。だが、従軍していたことは明らかである（『鳥取城合戦始末』記）が、実際に献策を示すような資料があるわけではない。

### 人間関係

#### 秀吉との関係
秀吉は孝高の才知を高く評価すると同時に恐れていたと、後の時代に書かれることがある。
名将言行録によれば本能寺の変で織田信長が死去した際、孝高は取り乱す秀吉に対して「御運が開かれる機会が参りましたな」と述べ、以後の秀吉は孝高の智謀を恐れるようになったという。同書には、秀吉が家臣に「わしに代わって、次に天下を治めるのは誰だ」と尋ねると、家臣達は徳川家康や前田利家の名前を挙げたが、秀吉は黒田官兵衛（孝高）を挙げ、「官兵衛がその気になれば、わしが生きている間にも天下を取るであろう」と言った。側近は「官兵衛殿は10万石程度の大名に過ぎませぬが」と聞き返したところ、秀吉は「お前達は奴の真の力量を分かっていない。奴に100万石を与えたならば途端に天下を奪ってしまう」と言った。これを伝え聞いた官兵衛は、「我家の禍なり」と直ちに剃髪し如水と号したとしている。また、「秀吉、常に世に怖しきものは徳川と黒田なり。然れども、徳川は温和なる人なり。黒田の瘡天窓は何にとも心を許し難きものなりと言はれしとぞ」とも書いている。文禄5年（1596年）の慶長伏見地震の際、如水は蟄居中の身でありながら倒壊した伏見城に駆けつけたが、秀吉は同じく蟄居中の加藤清正の場合には賞賛して警護を許したのに対し、如水に対しては「わしが死なず残念であったろう」と厳しい言葉をかけたと言われている。
だが、「おまえは弟の小一郎（豊臣秀長）と同じように心安く思っている」と書かれた天正5年7月付の孝高宛の秀吉自筆の書状など、資料として仲違いを示すようなものがあるわけではない。
孝高は後世にしばしば秀吉の「軍師」と呼ばれる。戦国期には合戦に際して方角や日時を占う「軍配者」が存在し、「軍師」とも呼ばれた。孝高は軍配者ではないが、軍師には主君の側近くにあって政治・外交・軍事的な指南を行うものという意味もある。孝高は後者の意味で秀吉の軍師とも評されるが、秀吉の有力側近は豊臣秀長と千利休であり、孝高は軍事的な司令官ではあったが豊臣政権を動かす発言力は有していなかったとする指摘もある。しかし、ルイス・フロイス著の『日本史』には、「カトリックを受洗した者のうちには、関白の顧問を勤める一人の貴人がいた。彼は、優れた才能の持主であり、それがために万人の尊敬を集めていた。」として、黒田孝高の名をあげており、参謀や顧問、側近として幕僚にいたことは間違いない。
印度総督名代アレハンドロが秀吉との会見を望み、孝高が仲介の労をとったことがあったが、そのとき秀吉は機嫌を悪くして「汝は彼ら（パーデレ達）を愛護し、キリシタンたるが故に予が与えんと決定した大部分が与えられないのを知らぬのか。下（九州地方）の戦闘に大将として働いた時、二ヶ国を与えようと約束したが、その時パーデレ及びイルマンに対する不快から、その後、豊前国の大部分と王の名称しか与えなかった事を。」と言ったという。

#### 竹中重治との関係

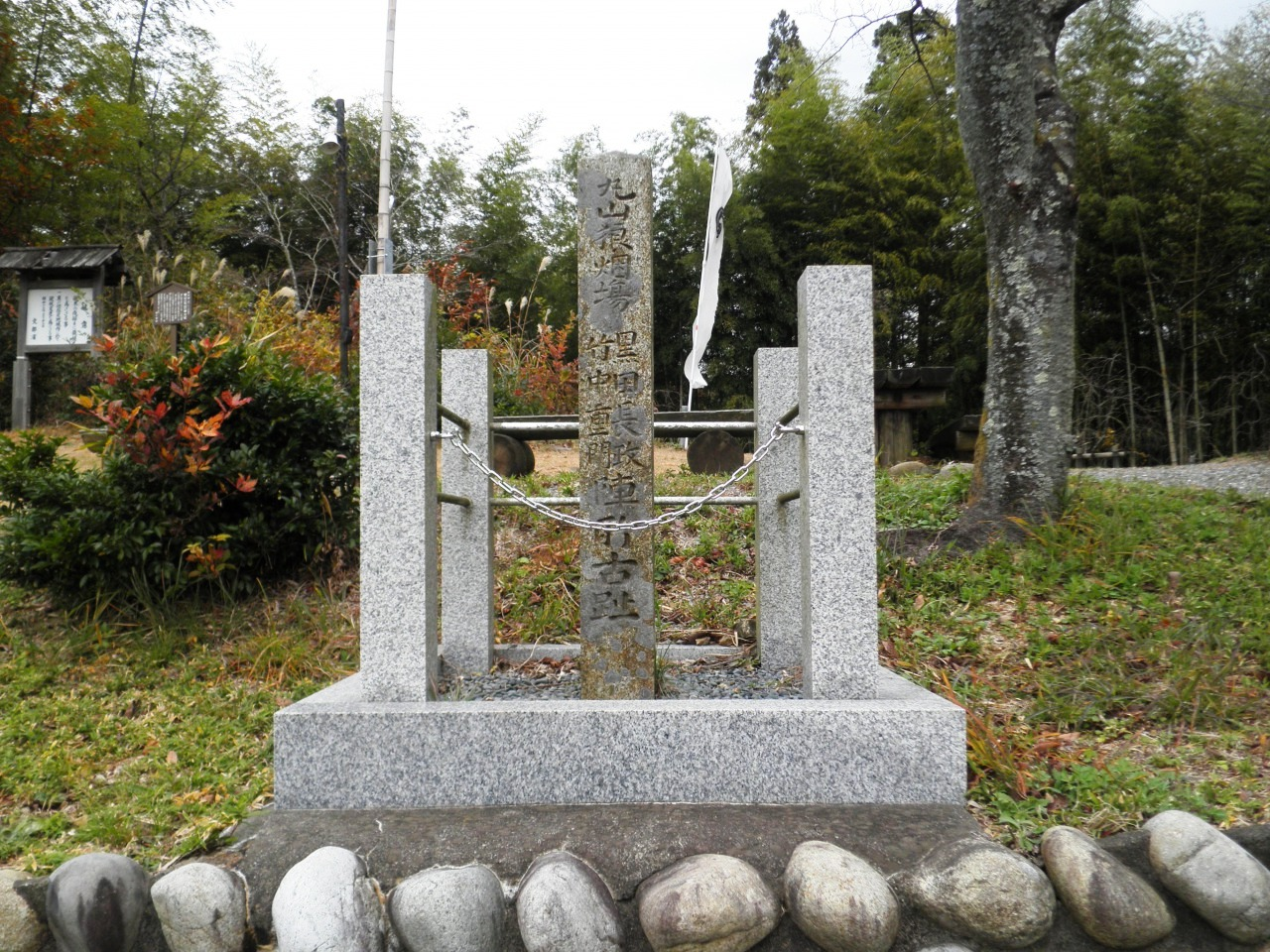
関ヶ原の戦いの黒田長政・竹中重門陣跡（岐阜県不破郡関ケ原町）

孝高（官兵衛）は、同じく秀吉の「軍師」とされる竹中重治（半兵衛）と並んで「両兵衛（二兵衛）」と呼ばれることがある。
荒木村重謀反（有岡城の戦い）の時、信長は翻意するよう説得に向かった孝高が帰ってこないのは、主家の小寺政職と共に村重方に寝返ったからだと判断し、小寺家の人質として預けられていた松寿丸（のちの黒田長政）を殺害するように命じたが、機転を利かせた重治は密かに松寿丸を匿った。重治は孝高が救出される前に、平井山の付城で陣没したが、黒田父子を案じる手紙を残している。重治への感謝の気持を忘れないために、黒田家は家紋に竹中家の家紋を用い、また重治の子の竹中重門の元服の際には孝高が烏帽子親を務めた。

#### 毛利氏との関係
毛利輝元率いる毛利氏とは、秀吉の名代としてたびたび交渉にあたっており、フロイスの日本史にも「関白は彼を通じて山口の国主（毛利輝元）と交渉している」と書かれてある。また、輝元ら毛利氏が上洛した折は、官兵衛がすべて取り仕切っている記述が残されている。
輝元の叔父・小早川隆景とは仲が良かったらしく、隆景は如水に対し「貴殿はあまりに頭が良く、物事を即断即決してしまうことから、後悔することも多いだろう。私は貴殿ほどの切れ者ではないから、十分に時間をかけたうえで判断するので、後悔することが少ない」と指摘した。豊臣秀吉の養子であった小早川秀秋は、豊臣秀頼誕生後の当初は毛利本家の養子にと計画されていたが、隆景の申し出と如水の執り成しにより、小早川家の養子となった。如水は隆景の訃報に接し、「これで日本に賢人はいなくなった」と嘆じたという。隆景の末弟で養子の小早川秀包を、黒田長政や大友義統らと同時期にキリスト教の洗礼へと導いており、関ヶ原の戦いで西軍についた秀包の久留米城に1,000の兵を率いて駆けつけて降伏開城させ、妻子を保護した。
輝元の従兄弟・吉川広家とは隆景の死後、特に親密となり、関ケ原の折に孝高・長政親子は広家を通じて毛利・小早川の調略を成功させている。二人がやりとりした手紙も多く残されており、孝高が広家に送った如水釜と呼ばれる茶器も現存している。

#### 家臣との関係
家臣に対しては、諄々に教え諭す様にして極力叱る事の無い様にしていたが、どうしてもという時は猛烈に叱りつけた。ただし、叱った後に簡単な仕事を言いつけたりして後腐れの無い様に心がける事も忘れなかったという。ちなみに家督を継いでから隠居するまでの間、一人の家臣も手討ちにしたり、死罪を命じたりしていない。
また、身の回りの物を家臣に払い下げていた。この事についてある家臣が「何故、我等家来に売り渡しますか。どうせなら下賜されれば宜しいでしょう」と言った所、「くれてやりたいが、くれてやれる物は限りがあり、貰えなかった者は不平感が募るであろう。だから払い下げるのだ。こうすれば銭の無い者や銭を失いたくない者は買わぬであろう。こうして多少なりとも不公平にならずにしようと思うのだ」と言ったという。
晩年は家臣に対して冷たく振舞ったが、これは当主の長政に家臣団の忠誠を向けさせるためであった。また、死に臨んでは優秀な家臣を長政に遺すために、殉死を禁じたという。

#### その他の人間関係
- 自身を幽閉した荒木村重（道薫）とは共に秀吉の家臣になった後も交流があった。書簡の写しが残っている[34]。
- 茶道にも造詣深く京都の聚楽第内の猪熊の屋敷（現在の京都市如水町・小寺町）は一条の千利休邸と隣り合い、茶道を学んでいる。堺の豪商・津田宗及の『天王寺屋会記』や博多の豪商・神屋宗湛の『宗湛日記』によれば、利休はじめ秀吉ら多くの貴人と同席した記録が残っており、中でも正客として招かれた「野菊の茶会」は著名である。如水は自ら『御茶堂之記』という記録を残し、利休に寄せる自分流の茶道の心得を記している。他にも茶人や造園家として有名な武将・小堀遠州らとも交流があり、大坂天満の自邸の茶室など、遠州が設計に関わっているとされる。
- 関白の豊臣秀次とは複数の交換書状が残っており懇意だった事が文面からも解る。如水と称した後にも将棋などの相手や、朝鮮出兵で病気をした時に秀次が当代一の医者を如水に送ったという記録が残る。史実として隠居した如水に対し褒美加増をするなど親しい間柄であった事が解る。また妹・心誉の夫であった一柳直末から貰い受けた短刀、厚藤四郎及び北条氏から買い取った鎬藤四郎を秀次に献上したとされる。秀次事件では、秀吉の播磨国入り以来、陣営を共にしてきた従弟の明石則実が、前野長康らと連座となった。
- 風流人で和歌や連歌などをたしなんでおり、幼い頃から源氏物語などを読み母親の明石氏[注釈 44]などの影響もあり教養深かったとされる。京都の公家、五摂家や堂上家の人々とも多く親交を持っている。関白・近衛信尹とは特に親しく、複数の交換書状（書簡）が太宰府天満宮などに所蔵されている。
- 徳川家康の庶子である結城秀康は、小牧・長久手の戦いの和睦の際に、人質として豊臣秀吉に差し出され、養子となっていた。その後、秀吉に実子・豊臣鶴松が誕生し、小田原征伐の後に家康が関東へ移封となると、孝高の執り成しにより北関東の名門で11万1千石を領していた結城晴朝の養子となり、後を継いだ。関ヶ原の戦いの後の伏見では、孝高の屋敷に3日に1度訪れるほど親交している。
- 京都大徳寺の名僧・春屋宗園は如水と大変仲が良く、書状などが複数残っており、福岡市美術館蔵の肖像画には、宗園の讃が漢文で丁寧に書かれている。晩年は、息子・長政の建立した塔頭・龍光院にて隠棲している。
- 関ヶ原で西軍側についた宇喜多氏の武将で、同じキリシタンであり母方の親戚でもある明石全登を、弟・直之の元で庇護したとされる。
- 旧主の小寺政職の嫡男・小寺氏職を庇護したため、小寺氏は存続する事となった。

## 遺品
如水が使用したと伝わる遺品が各地に残っている。
- 愛用した兜「銀白檀塗合子形兜（ぎんびゃくだんぬりごうすなりかぶと）」は、如水が死の間際に家臣である栗山利安にこれを贈っている[35]。この兜は後に起こった黒田騒動にて利安の子である栗山利章が陸奥国盛岡へ流された後、盛岡藩主・南部家へ献上された[36][35][37]。現在この兜は同地にあるもりおか歴史文化館に保存されている[35]。なお、この兜は別名「如水の赤合子」とも呼ばれ、永禄9年（1565年）、志方城主・櫛橋氏から黒田家にやって来た縁者によってもたらされたといわれ、光が孝高に嫁いだ際に持参したと考えられている[38]。後に福岡藩3代藩主の黒田光之が如水を偲んで、同形式の兜（朱漆塗合子形兜）をつくらせた。こちらは福岡市博物館に保管されている。
- 如水所有の刀のうち数点も現在、福岡市博物館に保管されている。
  - 刀 金象嵌銘「長谷部国重 本阿（花押）黒田筑前守」（名物圧切（へしきり）長谷部）（国宝）[39][35]
天正3年（1575年）7月、美濃国岐阜城にて織田信長と謁見した際に信長より贈られた。大磨上無銘で、本阿弥光徳が山城国の刀工長谷部国重の作と極め、茎（なかご）に金象嵌銘を施す。金霰鮫青漆打刀拵（きんあられさめ あおうるし うちがたなこしらえ）が付属する。
  - 刀 備前長船祐定（安宅切）[40][41][35]
天正9年（1581年）11月、四国攻めの際に淡路国にて安宅河内守（安宅清康かあるいは安宅貴康）を攻めた折に安宅河内守を討ち取った時に使用したとされている。外装の金霰鮫青漆打刀拵（きんあられさめ あおうるし うちがたなこしらえ）が重要文化財に指定されており、金具類の作風から埋忠明寿の監修による製作と考えられている。中身は末備前の長船祐定の数打ち物で、茎に「あたき切」と金象嵌がある。
  - 太刀 無銘一文字（名物日光一文字）（国宝）[42][43]
天正18年（1590年）の小田原征伐の際に、降伏を勧めるために小田原城へ派遣された折に北条家当主の北条氏直より贈られた。葡萄文蒔絵刀箱（ぶどうもんまきえかたなばこ）が付属する。なお太刀を入れていた黒繻子に舞鶴紋が施された刀袋は散逸している。
- 小田原征伐の降伏交渉の際に北条氏直から平経正ゆかりとされる伝説の琵琶の名器『青山』、歴史書の『吾妻鏡』と法螺貝の『北条白貝』も如水に贈られ[43]、『吾妻鏡』は国立公文書館に[44]、『北条白貝』、琵琶名器『青山』は福岡市美術館に保存されている[45][46]。
- 黒田孝高所用の太刀拵（鞘）が現存している。明治35年（1902年）に、黒田侯爵家から明治天皇に献上された名宝刀『菊一文字』が収められていたと考えられている[47]。天正10年（1582年）10月、足利義昭より、羽柴秀吉に帰京許可の執り成しを依頼され、その返礼として贈られたとされる[48]。

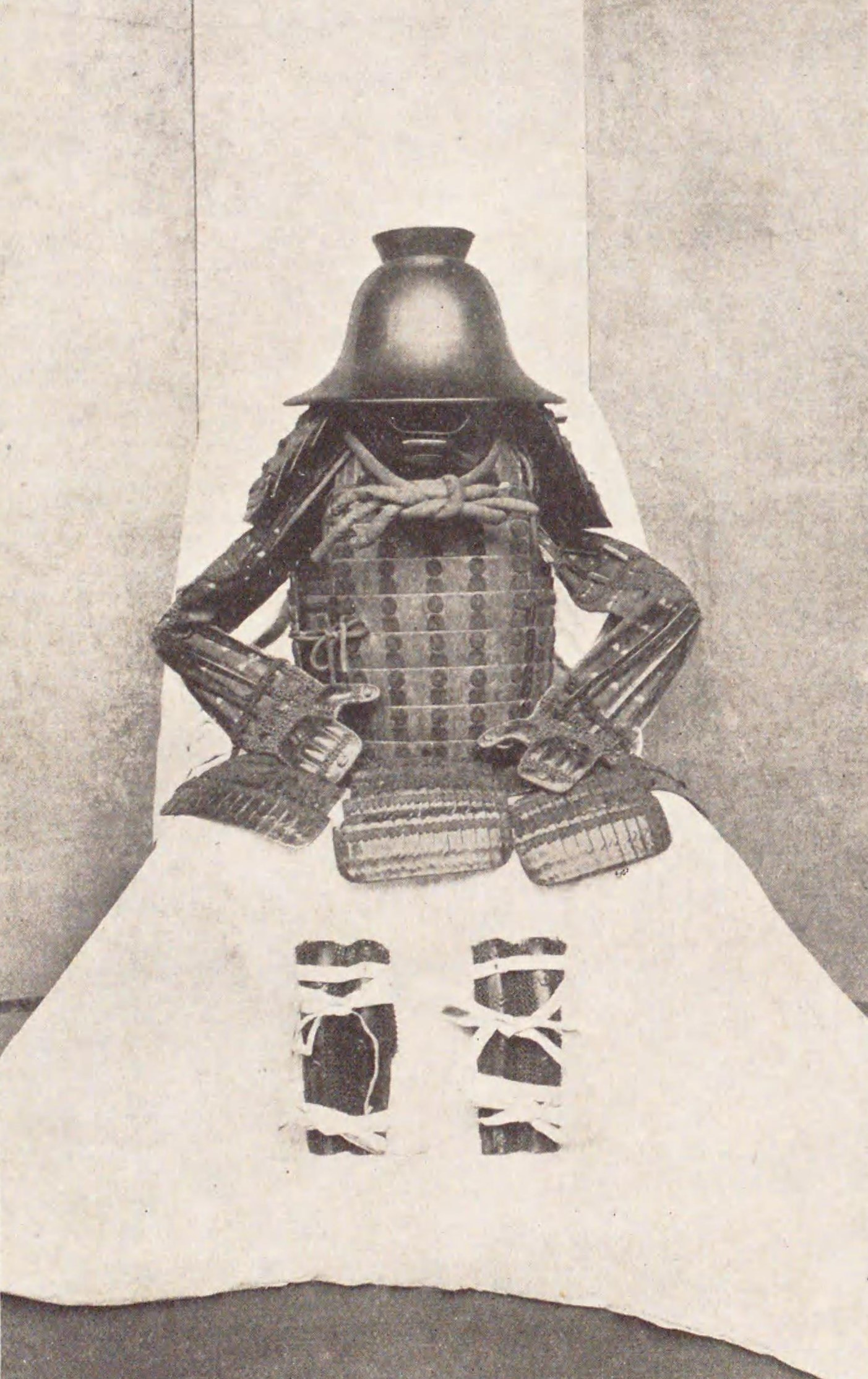
如水所用の黒糸威胴丸具足。朱漆塗合子形兜が合わさる（福岡市博物館所蔵）
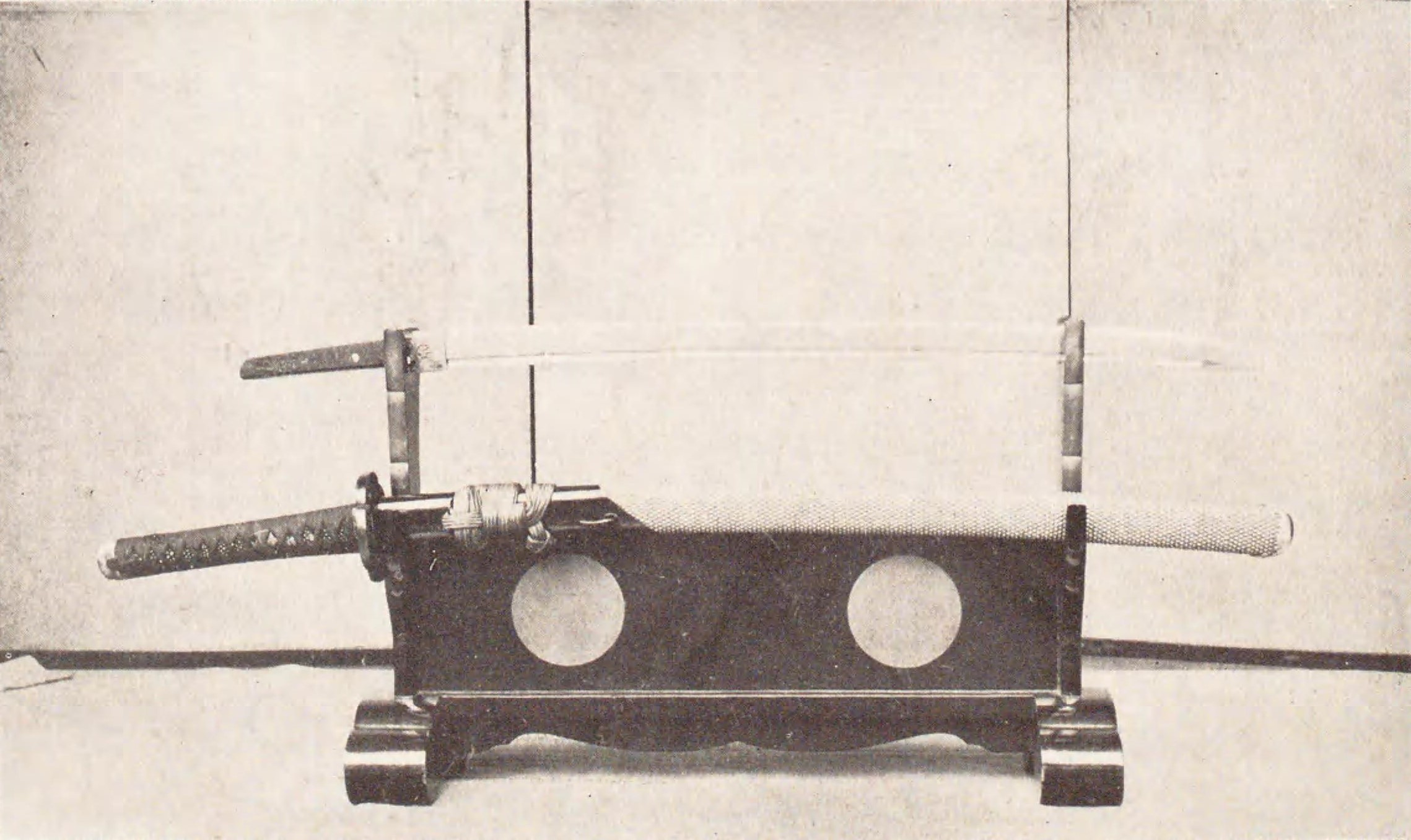
刀「名物へし切長谷部」の刀身と拵（福岡市博物館所蔵）
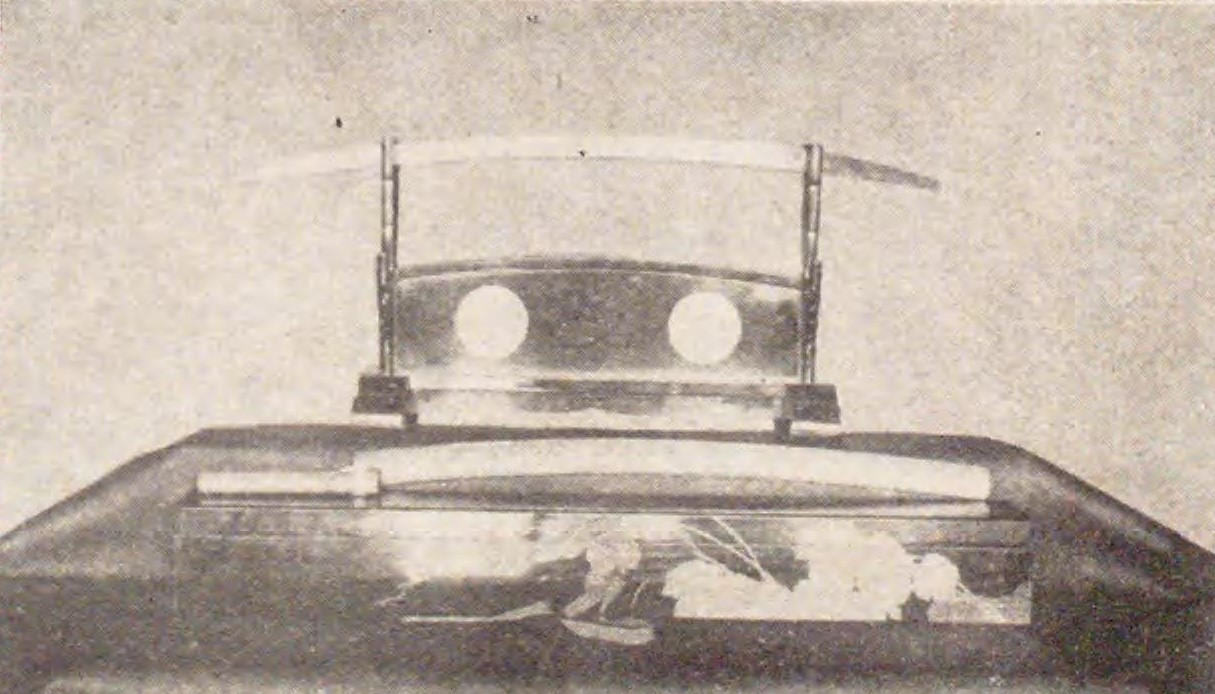
太刀「名物日光一文字」の刀身と葡萄文蒔絵刀箱（福岡市博物館所蔵）
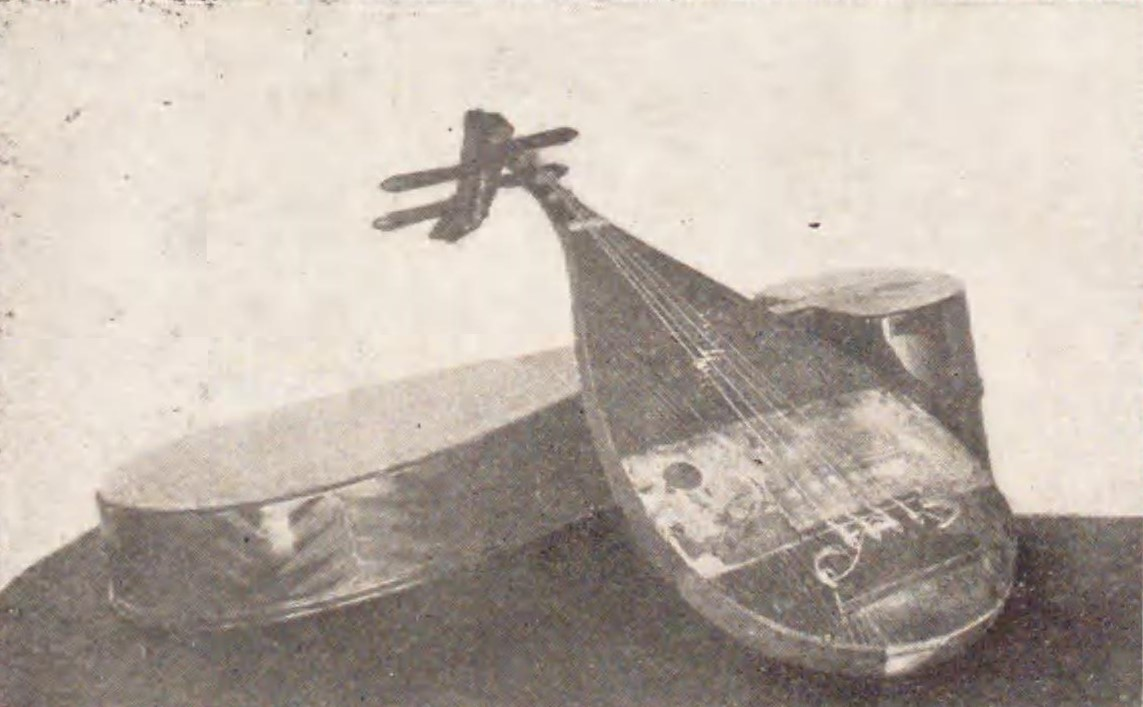
琵琶 銘「青山」（福岡市美術館所蔵）
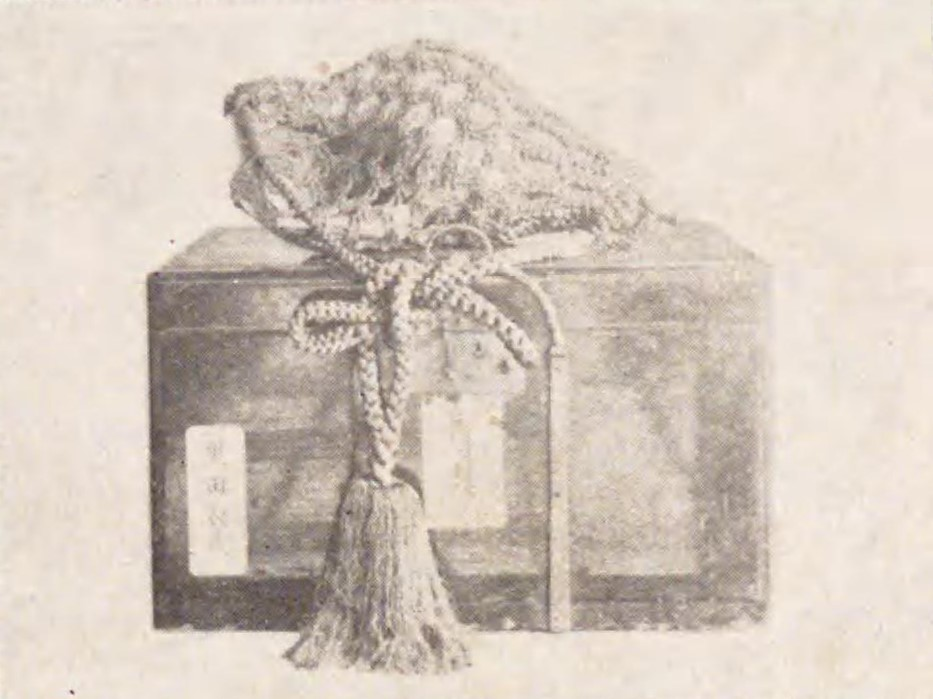
法螺貝「北条白貝」（福岡市美術館所蔵）

## 関連史跡ほか
- 宇佐神宮（大分県宇佐市）- 大友宗麟の戦火により消失した、神宮寺・弥勒寺の再建に当たっている。
- 安楽寺天満宮（太宰府天満宮）- 如水は中興の祖といわれ、境内には茶の湯で使用した「如水の井戸」が残っている。
- 合元寺（大分県中津市）- 城井鎮房が中津城で暗殺された際、城井家臣40名が滞在していた。寺の門前の白壁は黒田兵が彼らを討った際に血痕が付着し、それが幾度塗り替えられても浮き出るので、ついに赤色に塗られるようになり、地元では通称「赤壁寺」と呼ばれる由来になったという伝承がある。庫裏の大黒柱には現在も刃痕が残っている。戦死した城井家臣は合葬され、境内の延命地蔵菩薩堂に祀られ菩提が弔われた。ただし合元寺は中国式の廟を模して作られ、当初より壁は赤かったという説もあり、城井家臣誅殺の悲劇性が赤壁と結びついて伝説を生んだともいわれる。
- 黒田家の播磨での先祖の伝承がある兵庫県西脇市、荘厳寺では、毎年、官兵衛を偲び法要が行われている。黒田如水の墓（崇福寺）
- 墓所
  - 福岡市博多区の崇福寺。
  - 京都市北区の大徳寺塔頭・龍光院。
- 祀社

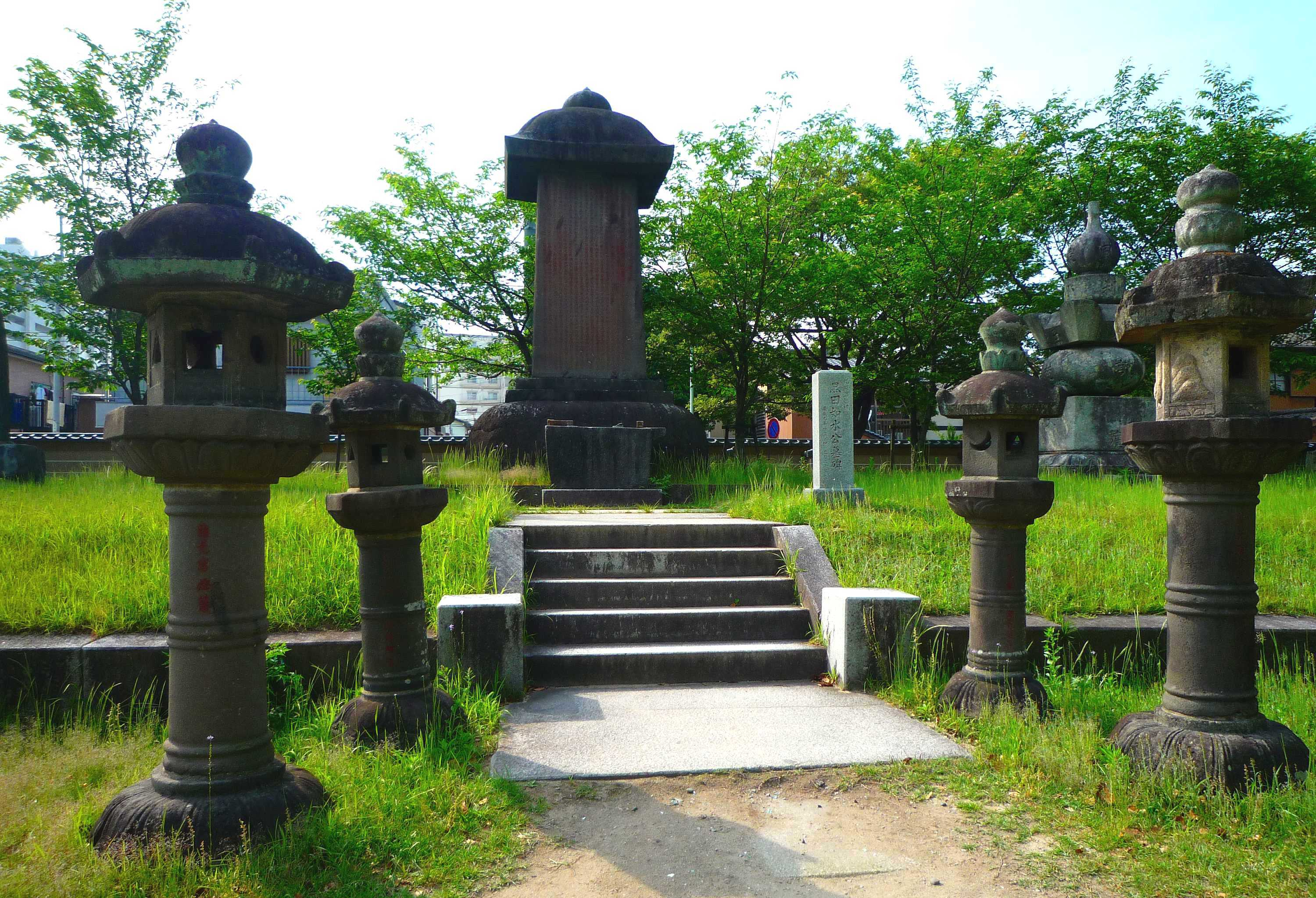
黒田如水の墓（崇福寺）

  - 　福岡市中央区西公園の光雲神社。黒田孝高を祭神、「水鏡権現」として祀る。[49]
  - 　兵庫県姫路市廣峯神社本殿隣「官兵衛神社」。黒田家が廣峯神社御師だったとの伝承により建立。

## 系譜
- 父：黒田職隆（1524-1585）
- 母：小寺政職の養女、明石正風の娘
- 正室：櫛橋光（1553-1627）、幸圓、照福院 - 小寺政職の養女、櫛橋伊定の次女
  - 長男：黒田長政（1568-1623）
  - 次男：黒田熊之助（1582-1597）
- 養子
  - 男子：黒田一成（1571-1656） - 加藤重徳の次男
  - 男子：松寿丸 - 一柳直末の息子

孝高の子は、正室の櫛橋光との間に生まれた黒田長政（長男、永禄11年（1568年）生誕）と黒田熊之助（次男、天正10年（1582年）生誕）のみであった。長政の誕生後、しばらく子が生まれなかったが、側室を持つことはなかった。
次男・熊之助は慶長2年（1597年）、朝鮮出兵に参加していた父や兄を見舞うために、母里吉太夫（母里友信の嫡男）・加藤吉松（黒田一成の弟）・木山紹宅を従え朝鮮半島を目指していた途中で暴風に遭って船が沈没し亡くなった（享年16）。

## その他
- 筑前国福岡の地名は元は福崎であり、如水が曾祖父・黒田高政の代から関わりが深く、洪水で壊滅した備前国福岡 (瀬戸内市)の地名にちなみ変更されたとされる[注釈 45]。
- 『黒田家譜』を編纂した貝原益軒の祖父・貝原信盛は備前国の吉備津神社の神官であり、武田信玄に仕えた後、九州攻めの際に孝高に出仕して外交官を[4]、慶長7年には福津崎の代官を務めている[51]。
- 江戸時代には如水の家臣から24人の精鋭が選出され、黒田二十四騎と呼ばれた。そして、この24人の中の親族や譜代重臣の黒田利高、栗山利安、井上之房、後藤基次や母里友信など8人が、黒田八虎とされた。この二十四騎の成立については江戸時代初期、江戸城百人組番所鉄砲隊の二十五騎組との関連性が指摘されている。
- 19世紀の福岡藩士・山口武乕の調査により発見された系図『黒田家略系図（荘厳寺本）』によると、足利尊氏の有力守護大名である赤松円心の弟・円光の子を1351年より氏祖として代々黒田城主を務め、赤井忠家（赤井直正の祖父）に落城させられる最後の当主のその弟を孝高とする、とされる[52]。黒田庄が黒田氏ゆかりの地である可能性は、『播磨鑑』の記述や初期の家臣団の出身地などから否定出来ないものの、赤松氏の『赤松諸家大系図』を始めとする他の眷属や姻族の系図などに拠る裏付けも無く、黒田氏の祖先を赤松氏につなげようとした意図がみられる[53]。
- 1983年に黒田孝高の子孫で黒田家第16代当主・黒田長高が孝高の号の「如水」を冠した不動産会社「如水興産」を設立している[54]。主にかつての福岡藩藩邸があった、東京都港区を中心に事業を展開している。
- 平成25年（2013年）、黒田官兵衛中津顕彰会によって、黒田孝高の人物屋外像（石造）が中津城に史上初めて建立された[55]。2016年には正室、櫛橋光の石像も隣に建立され「夫婦和合の像」として紹介されている[56]。

## 関連作品
小説
- 長谷川伸「黒田如水軒」（1930年12月、『講談倶楽部』）
- 武者小路実篤「黒田如水」（1935年5月、『キング』）
- 菊池寛「黒田如水」（1936年1月、黎明社刊『日本武将譚』収録）
- 鷲尾雨工『黒田如水』（1940年9月、アカツキ）
- 吉川英治『黒田如水』（1943年11月、朝日新聞社）
- 坂口安吾『二流の人』（1947年1月、九州書房）
- 松本清張「軍師の境遇」（1956年4月 - 1957年3月、『高校コース』）
- 池波正太郎「智謀の人」（1968年11月、芸文社刊『武士の紋章』収録）
- 司馬遼太郎『播磨灘物語』（1975年6月 - 8月、講談社）
- 海音寺潮五郎「城井谷崩れ」（1984年8月、六興出版刊『三河武士』収録）
- 童門冬二『小説　黒田如水』（1994年6月、富士見書房）
- 高橋和島『新史黒田官兵衛』（1997年6月、PHP研究所）
- 赤瀬川隼「官兵衛受難」（1998年7月、新人物往来社刊『天紙風筆』収録）
- 岳宏一郎『乱世が好き』（1997年10月、毎日新聞社　※講談社文庫収録時に『軍師官兵衛』、光文社文庫収録時に『群雲、賤ヶ岳へ』と改題）
- 安部龍太郎『風の如く　水の如く』（1999年3月、集英社）
- 西村京太郎「天下を狙う」（2003年1月、角川書店刊『天下を狙う』収録）
- 葉室麟『風渡る』（2008年6月、講談社）
- 同『風の王国　官兵衛異聞』（2009年9月、講談社）
- 火坂雅志『軍師の門』（2008年11月、角川学芸出版）
- 上田秀人『日輪にあらず　軍師黒田官兵衛』（2012年9月、徳間書店　※徳間文庫刊の『月の武将　黒田官兵衛』『鏡の武将　黒田官兵衛』を改稿）
- 高橋直樹『軍師黒田官兵衛』（2013年11月、潮出版社）
- 新井恵美子『官兵衛の夢』（2013年11月、プレーン）
- 米澤穂信『黒牢城』(2021年6月、KADOKAWA)
- 今村翔吾「未完なり」（『戦国武将伝 西日本編』収録、2013年12月、PHP研究所）

漫画
- 平田弘史『黒田・三十六計』リイド社
- さいとう・たかを『戦国謀略図』リイド社
- 重野なおき『軍師 黒田官兵衛伝』白泉社
- 山田俊明『義風堂々!! 疾風の軍師 -黒田官兵衛-』徳間書店

音楽
- 海援隊「二流の人」（『倭人傳』、1979年12月1日、MR-3191）※黒田孝高の人物像を、天下を狙うも不運ゆえに果たせず終わった、との俗説を元に描いている。
- 兵衛'z「ベー・アンベシャス」2011年　『戦国鍋TV』の「ミュージック・トゥナイト」内でのユニット。

映画
- 『首』（2023年、演：浅野忠信）

テレビドラマ
- 『戦国疾風伝 二人の軍師 秀吉に天下を獲らせた男たち』（2011年、テレビ東京新春ワイド時代劇）高橋克典
- 『軍師官兵衛』（2014年、NHK大河ドラマ） 岡田准一